# Emmanuel Echeverría
Emmanuel Ricardo Echeverría Mata (ur. 4 października 2003 w La Piedad) – meksykański piłkarz występujący na pozycji lewego obrońcy, od 2023 roku zawodnik Santosu Laguna.